# Weichet nur, betrübte Schatten, BWV 202
 Weichet nur, betrübte Schatten, BWV 202 (Esfumeu-nos, ombres de tristor), és una cantata profana de Johann Sebastian Bach estrenada a Köthen al voltant de l'any 1720.

## Origen i context
D'autor anònim i datació incerta, l'estil musical la situa, però, en l'època de Köthen sense descartar totalment que ho sigui dels primers anys de Leipzig. No es conserva la partitura original – només una còpia de l'any 1730 – el costum de regalar la partitura als nuvis, explica el fet que es conservin poques de les moltes cantates nupcials que Bach compongué. Està dedicada a la festa de celebració d'un casament, no a la cerimònia religiosa; encara que no es coneixen els destinataris, la limitació dels recursos emprats – el soprano com a única veu, sense cor i només amb l'oboè com a instrument solista –, indica que més que cortesans eren, més aviat, gent de l'alta burgesia amb una bona posició econòmica i cultural. És una de les escasses cantates profanes que Bach no aprofità per fer-ne una paròdia religiosa, possiblement l'estil de l'obra, lleuger, quasi de dansa, no ho afavoria.

## Anàlisi
Obra escrita per a soprano, oboè, corda i baix continu. Consta de nou números tots – cinc àries i quatre recitatius alternats – a càrrec del soprano, sense participació del cor.
1. Ària (soprano): Weichet nur, betrübte Schatten (Esfumeu-nos, ombres de tristor)
2. Recitatiu (soprano): Die Welt wird wieder neu (El món es renova altra vegada)
3. Ària (soprano): Phoebus eilt mit schnellen Pferden (Febus amb cavalls lleugers)
4. Recitatiu (soprano): Drum sucht auch Amor sein Vergnügen (També es diverteix l'Amor)
5. Ària (soprano): Wenn die Frühlingslüfte streichen (Quan l'aura de primavera)
6. Recitatiu (soprano): Und dieses ist das Glücke (I aquesta és la bona sort)
7. Ària (soprano): Sich üben im Lieben (És millor que es lliurin a l'amor)
8. Recitatiu (soprano): So sei das Band der keuschen Liebe (Així és el llaç d'un amor honest)
9. Ària (soprano): Sehet in Zufriedenheit (Veureu brillar satisfets)

Tota l'obra ve marcada per una música essencialment descriptiva del text. En l'ària inicial, que comença amb un registre de declamació i acaba en un d'ària estricte, es descriu la desaparició de les ombres mitjançant unes notes ascendents de la corda i una melodia elegíaca de l'oboè. En els dos primers recitatius, números 2 i 4, s'il·lustra la felicitat conjugal amb l'arribada de la primavera, el retrobament de les flors i la calor; en destaquen unes breus vocalitzacions sobre Anmut (encant) i schon (finor). A l'ària del tercer número el baix continu descriu, de manera admirable amb un ritme constant i trepidant, el galop dels cavalls de Febus. L'ària del cinquè número, estructurada en dues seccions, presenta un diàleg expressiu i líric del violí amb la veu. En el breu recitatiu del número 6 es combina, també, el recitatiu secco amb l'arioso, hi destaca una vocalització sobre Segen (benaurança). El número 7 és una ària da capo en la que la veu dialoga amb l'oboè amb un aire de dansa popular juganera d'acord amb el text. Un recitatiu, molt expressiu, dona pas a l'última ària, que a la partitura està definida com a gavota, amb tot el conjunt instrumental al complet, on es desitja ala nous esposos molts anys de felicitat. Té una durada aproximada d'uns vint minuts.

## Discografia seleccionada
- J.S. Bach: Cantata BWV 202. Festival at Prades, vol. 2. Pau Casals, Prades Festival Orchestra, Maria Stader. (Music & Arts), 2006.
- J.S. Bach: Complete Cantatas Vol. 5. Ton Koopman, Amsterdam Baroque Orchestra & Choir, Barbara Schlick. (Challenge Classics), 2006.
- J.S. Bach: Secular Cantatas BWV 203-204. Helmuth Rilling, Bach Collegium Stuttgart, Gächinger Kantorei Stuttgart, Sibylla Rubens. (Hänssler), 1999.
- J.S. Bach: Cantatas BWV 202, 209, 211 & 212. Reinhard Peters, Collegium Aurum, Elly Ameling. (Deutsche Harmonia Mundi), 1968.
- J.S. Bach: Secular Cantatas, BWV 202 & 204. Peter Schreier, Kammerorchester Berlin, Edith Mathis. (Berlin Classics), 1996.
- J.S. Bach: Cantatas BWV 202 & 209. Joshua Rifkin, The Bach Ensemble, Julianne Baird. (DECCA), 1987.
- J.S. Bach: Wedding Cantatas. Christopher Hogwood, The Academy of Ancient Music, Emma Kirby. (DECCA), 1996.
- J.S. Bach: Cantatas BWV 51, 202 & 210. Reinhard Goebel, Musica Anatiqua Köln, Christiane Schäfer. (Deutsche Grammophon), 1999.
- J.S. Bach: Cantatas BWV 202, 209, 211 & 212. Reinhard Peters, Collegium Aurum, Elly Ameling. (Deutsche Harmonia Mundi), 1968.